# Blabia bituberosa
Blabia bituberosa là một loài bọ cánh cứng trong họ Cerambycidae.